# عتبة الانقراض
عتبة الانقراض هو مصطلح يستخدم في بيولوجيا الحفظ لشرح النقطة التي يواجه فيها النوع أو السكان أو عملية التحول الغذائي تغيرًا مفاجئًا في الكثافة أو العدد بسبب معلمة مهمة، مثل فقدان الموائل. عند هذه القيمة الحاسمة، ستنقرض الأنواع، أو السكان، أو التحوّل الغذائي، على الرغم من أن هذا قد يستغرق وقتًا طويلاً للأنواع التي تقل عن القيمة الحرجة، وهي ظاهرة تعرف باسم ديون الانقراض.
تعتبر عتبات الانقراض مهمة لعلماء الأحياء الحفظين عند دراسة الأنواع في سياق السكان أو سياق التحوّل لأن معدل الاستعمار يجب أن يكون أكبر من معدل الانقراض، وإلا فإن الكيان بأكمله سينقرض بمجرد وصوله إلى العتبة.
يتم تحقيق عتبات الانقراض في عدد من الظروف والنقطة في نمذجة لها هي تحديد الظروف التي تؤدي إلى انقراض السكان.  يمكن أن تفسر عتبات الانقراض النمطي العلاقة بين عتبة الانقراض وفقدان الموائل وتفتت الموائل.